# Championnats du monde IBSF
 (signalé en juillet 2025).
Si vous disposez d'ouvrages ou d'articles de référence ou si vous connaissez des sites web de qualité traitant du thème abordé ici, merci de compléter l'article en donnant les références utiles à sa vérifiabilité et en les liant à la section « Notes et références ».
- Archive Wikiwix
- Bing
- Cairn
- DuckDuckGo
- E. Universalis
- Gallica
- Google
- G. Books
- G. News
- G. Scholar
- Persée
- Qwant
- (zh) Baidu
- (ru) Yandex
- (wd) trouver des œuvres sur Wikidata

Les championnats du monde IBSF (connus jusqu'en 2015 sous le nom de championnats du monde FIBT (FIBT : Fédération internationale de bobsleigh et de tobogganing) ont lieu annuellement hors année olympique depuis 1930. Elles concernent les sports suivants : le bobsleigh et le skeleton.
Lors de la première édition, seul le bobsleigh à 4 masculine est programmé, l'année suivante l'épreuve de bob à 2 masculine est incorporée. Puis le skeleton masculin fait son apparition en 1989, ensuite ce sont les tours du bob à 2 féminin et du skeleton féminin en 2000, enfin une épreuve par équipe mixte est mise en place en 2007.
Longtemps les différentes épreuves se tenaient dans des stations différentes mais depuis 2004 toutes les épreuves sont tenues au même endroit dans un programme commun.
Il existe donc aujourd'hui sept épreuves distinctes :
- Bobsleigh à 4 masculin depuis 1930.
- Bobsleigh à 2 masculin depuis 1931.
- Bobsleigh à 2 féminin depuis 2000.
- Monobob féminin depuis 2021.
- Skeleton masculin depuis 1982.
- Skeleton féminin depuis 2000.
- Skeleton mixte depuis 2020.
- Épreuve mixte de bobsleigh et skeleton par équipes entre 2007 et 2019.

## Bobsleigh

### Bob à quatre
| Année et lieu               | Or | Argent | Bronze                                                                                        |
| --------------------------- | --- | --- | --------------------------------------------------------------------------------------------- |
| 2025 Lake Placid            | Allemagne Francesco Friedrich Matthias Sommer Alexander Schüller Felix Straub                                                                         | Allemagne Johannes Lochner Florian Bauer Jörn Wenzel Georg Fleischhauer                                                            | Royaume-Uni Brad Hall Arran Gulliver Taylor Lawrence Greg Cackett                             |
| 2024 Winterberg             | Allemagne Francesco Friedrich Thorsten Margis Alexander Schüller Felix Straub                                                                         | Allemagne Johannes Lochner Florian Bauer Erec Bruckert Georg Fleischhauer                                                          | Allemagne Adam Ammour Issam Ammour Benedikt Hertel Rupert Schenk                              |
| 2023 Saint-Moritz           | Allemagne Francesco Friedrich Thorsten Margis Candy Bauer Alexander Schüller                                                                          | Royaume-Uni Brad Hall Arran Gulliver Taylor Lawrence Greg Cackett Lettonie Emīls Cipulis Edgars Nemme Dāvis Spriņģis Matīss Miknis |                                                                                               |
| 2021 Altenberg              | Allemagne Francesco Friedrich Thorsten Margis Candy Bauer Alexander Schüller                                                                          | Autriche Benjamin Maier Dănuț Moldovan Markus Sammer Kristian Huber                                                                | Allemagne Johannes Lochner Florian Bauer Christopher Weber Christian Rasp                     |
| 2020 Altenberg              | Allemagne Francesco Friedrich Candy Bauer Martin Grothkopp Alexander Schüller                                                                         | Allemagne Johannes Lochner Florian Bauer Christopher Weber Christian Rasp                                                          | Allemagne Nico Walther Paul Krenz Joshua Bluhm Eric Franke                                    |
| 2019 Whistler               | Allemagne Francesco Friedrich Candy Bauer Martin Grothkopp Thorsten Margis                                                                            | Lettonie Oskars Melbardis Matīss Miknis Arvis Vilkaste Janis Strenga                                                               | Canada Justin Kripps Ryan Sommer Cameron Stones Benjamin Coakwell                             |
| 2017 Königssee              | Allemagne Francesco Friedrich Candy Bauer Martin Grothkopp Thorsten Margis Allemagne Johannes Lochner Matthias Kagerhuber Joshua Bluhm Christian Rasp | | Allemagne Nico Walther Kevin Kuske Kevin Korona Eric Franke                                   |
| 2016 Igls                   | Lettonie Oskars Melbardis Daumants Dreiskens Arvis Vilkaste Janis Strenga                                                                             | Allemagne Francesco Friedrich Candy Bauer Gregor Bermbach Thorsten Margis                                                          | Suisse Rico Peter Bror van der Zijde Thomas Amrhein Simon Friedli                             |
| 2015 Wintenberg             | Allemagne Maximilian Arndt Alexander Rödiger Kevin Korona Ben Heber                                                                                   | Allemagne Nico Walther Andreas Bredau Marko Huebenbecker Christian Poser                                                           | Lettonie Oskars Melbardis Daumants Dreiskens Arvis Vilkaste Janis Strenga                     |
| 2013 St. Moritz             | Allemagne Maximilian Arndt Marko Huebenbecker Alexander Rödiger Martin Putze                                                                          | Russie Alexander Zubkov Alexey Negodaylo Dmitry Trunenkov Maxim Mokrousov                                                          | États-Unis Steven Holcomb Justin Olsen Steven Langton Curtis Tomasevicz                       |
| 2012 Lake Placid            | États-Unis Steven Holcomb Justin Olsen Steven Langton Curtis Tomasevicz                                                                               | Allemagne Maximilian Arndt Alexander Roediger Kevin Kuske Martin Putze                                                             | Allemagne Manuel Machata Marko Huebenbecker Andreas Bredau Christian Poser                    |
| 2011 Königssee              | Allemagne Manuel Machata Richard Adjei Andreas Bredau Christian Poser                                                                                 | Allemagne Karl Angerer Christian Friedrich Alex Mann Gregor Bermbach                                                               | États-Unis Steven Holcomb Justin Olsen Steven Langton Curtis Tomasevicz                       |
| 2009 Salt Lake City         | États-Unis Steven Holcomb Justin Olsen Steve Mesler Curtis Tomasevicz                                                                                 | Allemagne André Lange Alexander Roediger Kevin Kuske Martin Putze                                                                  | Lettonie Janis Minins Daumants Dreiskens Oskars Melbardis Intars Dambis                       |
| 2008 Altenberg              | Allemagne André Lange Rene Hoppe Kevin Kuske Martin Putze                                                                                             | Russie Alexandre Zoubkov Roman Oreshnikov Dmitry Trunenkov Dmitriy Stepushkin                                                      | Allemagne Matthias Höpfner Ronny Listner Thomas Pöge Alex Mann                                |
| 2007 St. Moritz             | Suisse Ivo Rüegg Thomas Lamparter Beat Hefti Cédric Grand                                                                                             | Canada Pierre Lueders Ken Kotyk David Bissett Lascelles Brown                                                                      | Allemagne André Lange Rene Hoppe Kevin Kuske Martin Putze                                     |
| 2005 Calgary                | Allemagne André Lange Rene Hoppe Kevin Kuske Martin Putze                                                                                             | Russie Alexandre Zoubkov Sergey Golubev Alexeï Seliverstov Dmitriy Stepushkin                                                      | Canada Pierre Lueders Ken Kotyk Morgan Alexander Lascelles Brown                              |
| 2004 Königssee              | Allemagne André Lange Udo Lehmann Kevin Kuske Rene Hoppe                                                                                              | Allemagne Christoph Langen Christoph Heyder Enrico Kühn Jens Nohka                                                                 | États-Unis Todd Hays Pavle Jovanovic Bill Schuffenhauer Steve Mesler                          |
| 2003 Lake Placid            | Allemagne André Lange Rene Hoppe Kevin Kuske Carsten Embach                                                                                           | États-Unis Todd Hays Bill Schuffenhauer Randy Jones Garrett Hines                                                                  | Russie Alexandre Zoubkov Alexeï Seliverstov Sergey Golubev Dmitriy Stepushkin                 |
| 2001 St. Moritz             | Allemagne Christoph Langen Markus Zimmermann Sven Peter Alex Metzger                                                                                  | Allemagne André Lange Lars Behrendt Rene Hoppe Carsten Embach                                                                      | Suisse Christian Reich Steve Anderhub Urs Aeberhand Domenic Keller                            |
| 2000 Altenberg              | Allemagne André Lange Rene Hoppe Lars Behrendt Carsten Embach                                                                                         | Allemagne Christoph Langen Markus Zimmermann Tomas Plazter Sven Rühr                                                               | Suisse Christian Reich Bruno Aeberhard Urs Aeberhand Domenic Keller                           |
| 1999 Cortina d'Ampezzo      | France Bruno Mingeon Emmanuel Hostache Eric le Chanony Max Robert                                                                                     | Suisse Marcel Röhner Markus Nüssli Beat Hefti Silvio Schaufelberger                                                                | Canada Pierre Lueders Ken Leblanc Ben Hindle Matt Hindle                                      |
| 1997 St. Moritz             | Allemagne Wolfgang Hoppe Sven Rühr René Hannemann Carsten Embach                                                                                      | Allemagne Dirk Wiese Christoph Bartsch Thorsten Voss Michael Liekmeier                                                             | États-Unis Brian Shimer Chip Minton Randy Jones Robert Olesen                                 |
| 1996 Calgary                | Allemagne Christoph Langen Markus Zimmermann Sven Rühr Olaf Hampel                                                                                    | Suisse Marcel Röhner Markus Wasser Thomas Schreiber Roland Tanner                                                                  | Allemagne Wolfgang Hoppe Thorsten Voss Sven Peter Carsten Embach                              |
| 1995 Winterberg             | Allemagne Wolfgang Hoppe René Hannemann Ulf Hielscher Carsten Embach                                                                                  | Autriche Hubert Schösser Gerhard Redl Thomas Schroll Martin Schützenauer                                                           | Allemagne Harald Czudaj Thorsten Voss Udo Lehmann Alexander Szelig                            |
| 1993 Igls                   | Suisse Gustav Weder Donat Acklin Kurt Meier Domenico Semeraro                                                                                         | Autriche Hubert Schösser Harald Winkler Gerhard Redl Gerhard Haidacher                                                             | États-Unis Brian Shimer Bryan Leturgez Karlos Kirby Randy Jones                               |
| 1991 Altenberg              | Allemagne Wolfgang Hoppe Bogdan Musiol Axel Kühn Christoph Langen                                                                                     | Suisse Gustav Weder Bruno Gerber Lorenz Schindelholz Curdin Morell                                                                 | Allemagne Harald Czudaj Tino Bonk Axel Jang Alexander Szelig                                  |
| 1990 St. Moritz             | Suisse Gustav Weder Bruno Gerber Lorenz Schindelholz Curdin Morell                                                                                    | Allemagne de l'Est Harald Czudaj Tino Bonk Alexander Szelig Axel Jang                                                              | Autriche Ingo Appelt Gerhard Redl Jürgen Mandl Harald Winkler                                 |
| 1989 Cortina d'Ampezzo      | Suisse Gustav Weder Curdin Morell Bruno Gerber Lorenz Schindelholz                                                                                    | Suisse Nico Baracchi Christian Reich Donat Acklin René Mangold                                                                     | Allemagne de l'Est Wolfgang Hoppe Bodo Ferl Bogdan Musiol Ingo Voge                           |
| 1987 St. Moritz             | Suisse Hans Hiltebrand Urs Fehlmann Erwin Fassbind André Kisser                                                                                       | Allemagne de l'Est Wolfgang Hoppe Bogdan Musiol Roland Wetzig Dietmar Schauerhammer                                                | Suisse Ralph Pichler Heinrich Ott Edgar Dietsche Celeste Poltera                              |
| 1986 Königssee              | Suisse Erich Schärer Kurt Meier Erwin Fassbind André Kisser                                                                                           | Autriche Peter Kienast Franz Siegl Gerhard Redl Christian Mark                                                                     | Suisse Ralph Pichler Heinrich Notter Celeste Poltera Roland Beerli                            |
| 1985 Cervinia               | Allemagne de l'Est Bernhard Lehmann Matthias Trübner Ingo Voge Steffen Grummt                                                                         | Allemagne de l'Est Detlef Richter Dietmar Jerke Bodo Ferl Matthias Legler                                                          | Suisse Silvio Giobellina Heinz Stettler Urs Salzmann Rico Freiermuth                          |
| 1983 Lake Placid            | Suisse Ekkehard Fasser Hans Märcy Kurt Poletti Rolf Strittmatter                                                                                      | Allemagne de l'Ouest Klaus Kopp Gerhard Öchsle Günther Neuberger Hans-Joachim Schumacher                                           | Allemagne de l'Est Detlef Richter Henry Gerlach Thomas Forch Dietmar Jerke                    |
| 1982 St. Moritz             | Suisse Silvio Giobellina Heinz Stettler Urs Salzmann Rico Freiermuth                                                                                  | Allemagne de l'Est Bernhard Lehmann Roland Wetzig Bogdan Musiol Eberhard Weise                                                     | Suisse Erich Schärer Franz Isenegger Tony Rüegg Max Rüegg                                     |
| 1981 Cortina d'Ampezzo      | Allemagne de l'Est Bernhard Germeshausen Hans-Jürgen Gerhardt Henry Gerlach Michael Trübner                                                           | Suisse Hans Hiltebrand Kurt Poletti Franz Weinberger Franz Isenegger                                                               | Suisse Erich Schärer Max Rüegg Tony Rüegg Josef Benz                                          |
| 1979 Königssee              | Allemagne de l'Ouest Stefan Gaisreiter Dieter Gebard Hans Wagner Heinz Busche                                                                         | Allemagne de l'Est Meinhard Nehmer Detlef Richter Bernhard Germeshausen Hans-Jürgen Gerhardt                                       | Suisse Erich Schärer Ulrich Bächli Hansjörg Trachsel Josef Benz                               |
| 1978 Lake Placid            | Allemagne de l'Est Horst Schönau Horst Bernhard Harald Seifert Bogdan Musiol                                                                          | Suisse Erich Schärer Ulrich Bächli Rudolf Marti Josef Benz                                                                         | Allemagne de l'Est Meinhard Nehmer Bernhard Germeshausen Hans-Jürgen Gerhardt Raimund Bethge  |
| 1977 St. Moritz             | Allemagne de l'Est Meinhard Nehmer Bernhard Germeshausen Hans-Jürgen Gerhardt Raimund Bethge                                                          | Suisse Erich Schärer Ulrich Bächli Rudolf Marti Josef Benz                                                                         | Allemagne de l'Ouest Jakob Resch Herbert Berg Fritz Ohlwärter Walter Barfuss                  |
| 1975 Cervinia               | Suisse Erich Schärer Peter Schärer Werner Camichel Josef Benz                                                                                         | Allemagne de l'Ouest Wolfgang Zimmerer Peter Utzschneider Albert Wurzer Fritz Ohlwärter                                            | Autriche Manfred Stengl Gert Krenn Franz Jacob Armin Vilas                                    |
| 1974 St. Moritz             | Allemagne de l'Ouest Wolfgang Zimmerer Peter Utzschneider Manfred Schumann Albert Wurzer                                                              | Suisse Hans Candrian Guido Casty Yves Marchand Gaudenz Beeli                                                                       | Autriche Werner Delle Karth Walter Delle Karth Hans Eichinger Fritz Sperling                  |
| 1973 Lake Placid            | Suisse René Stadler Werner Camichel Erich Schärer Peter Schärer                                                                                       | Autriche Werner Delle Karth Walter Delle Karth Hans Eichinger Fritz Sperling                                                       | Allemagne de l'Ouest Wolfgang Zimmerer Stefan Gaisreiter Walter Steinbauer Peter Utzschneider |
| 1971 Cervinia               | Suisse René Stadler Max Forster Erich Schärer Peter Schärer                                                                                           | Italie Oscar d'Andrea Alessandro Bignozzi Antonio Brabcaccio Renzo Caldera                                                         | Allemagne de l'Ouest Wolfgang Zimmerer Stefan Gaisreiter Walter Steinbauer Peter Utzschneider |
| 1970 St. Moritz             | Italie Nevio De Zordo Roberto Zandonella Mario Armano Luciano de Paolis                                                                               | Allemagne de l'Ouest Wolfgang Zimmerer Walter Steinbauer Pepi Bader Peter Utzschneider                                             | Suisse René Stadler Hans Candrian Max Forster Peter Schärer                                   |
| 1969 Lake Placid            | Allemagne de l'Ouest Wolfgang Zimmerer Peter Utzschneider Walter Steinbauer Stefan Gaisreiter                                                         | Italie Gianfranco Gaspari Sergio Pompanin Roberto Zandonella Mario Armano                                                          | États-Unis Les Fenner Robert Huscher Howard Siler Allen Hachigian                             |
| 1965 St. Moritz             | Canada Vic Emery Gerald Presley Michael Young Peter Kirby                                                                                             | Italie Nevio De Zordo Italo de Lorenzo Pietro Lesana Robert Mocellini                                                              | États-Unis Fred Fortune Richard Knuckles Joseph Peter Wilson James Lord                       |
| 1963 Igls                   | Italie Sergio Zardini Ferruccio Dalla Torre Renato Mocellini Romano Bonagura                                                                          | Italie Angelo Frigerio Mario Pallua Luigi de Bettin Sergio Mocellini                                                               | Autriche Erwin Thaler Reinhold Dumthaler Josef Nairz Adolf Koxeder                            |
| 1962 Garmisch-Partenkirchen | Allemagne de l'Ouest Franz Schelle Josef Sterff Ludwig Siebert Otto Göbl                                                                              | Italie Sergio Zardini Ferruccio Dalla Torre Enrico de Lorenzo Romano Bonagura                                                      | Autriche Franz Isser Pepi Isser Heini Isser Fritz Isser                                       |
| 1961 Lake Placid            | Italie Eugenio Monti Sergio Siorpaes Furio Nordio Renzo Alvera                                                                                        | États-Unis Stanley Benham Gary Sheffield Jerry Tennant Chuck Pandolph                                                              | Suède Gunnar Åhs Gunnar Carpö Erik Wennerberg Börje-Bengt Hedblom                             |
| 1960 Cortina d'Ampezzo      | Italie Eugenio Monti Furio Nordio Sergio Siorpaes Renzo Alvera                                                                                        | Allemagne de l'Ouest Hans Rösch Alfred Hammer Theodore Bauer Albert Kandlbinder                                                    | Suisse Max Angst Hansjörg Hirschbühl Gottfried Kottmann René Kuhl                             |
| 1959 St. Moritz             | États-Unis Arthur Tyler Gary Sheffield Parker Voorhis Thomas Butler                                                                                   | Italie Sergio Zardini Alberto Righini Ferruccio Dalla Torre Romano Bonagura                                                        | Allemagne de l'Ouest Franz Schelle Eduard Kaltenberger Josef Sterff Otto Göbl                 |
| 1958 Garmisch-Partenkirchen | Allemagne de l'Ouest Hans Rösch Alfred Hammer Theodore Bauer Walter Haller                                                                            | Allemagne de l'Ouest Franz Schelle Eduard Kaltenberger Josef Sterff Otto Göbl                                                      | Italie Sergio Zardini Massimo Bogana Renato Mocellini Alberto Righini                         |
| 1957 St. Moritz             | Suisse Hans Zoller Hans Theler Rolf Küderli Heinz Leu                                                                                                 | Italie Eugenio Monti Ferdinando Piani Lino Pierdica Renzo Alvera                                                                   | États-Unis Arthur Tyler John Cole Robert Hagemes Thomas Butler                                |
| 1955 St. Moritz             | Suisse Franz Kapus Gottfried Diener Robert Alt Heinrich Angst                                                                                         | Suisse Fritz Feierabend Aby Gartmann Harry Warburton Rolf Gerber                                                                   | Allemagne de l'Ouest Franz Schelle Jakob Nirschl Hans Henn Edmund Koller                      |
| 1954 Cortina d'Ampezzo      | Suisse Fritz Feierabend Harry Warburton Gottfried Diener Heinrich Angst                                                                               | Allemagne de l'Ouest Hans Rösch Michael Pössinger Dix Terne Sylvester Wackerle                                                     | Allemagne de l'Ouest Theo Kitt Josef Grün Klaus Koppenberger Lorenz Niebert                   |
| 1953 Garmisch-Partenkirchen | États-Unis Lloyd Johnson Piet Biesiadecki Hubert Miller Joseph Smith                                                                                  | Allemagne de l'Ouest Anderl Ostler Heinz Wendlinger Hans Hohenester Rudi Erben                                                     | Suède Kjell Holmström Walter Aronsson Nils Landgren Jan Lapidoth                              |
| 1953 Garmisch-Partenkirchen | États-Unis Lloyd Johnson Piet Biesiadecki Hubert Miller Joseph Smith                                                                                  | Allemagne de l'Ouest Anderl Ostler Heinz Wendlinger Hans Hohenester Rudi Erben                                                     | Allemagne de l'Ouest Hans Rösch Michael Pössinger Dix Terne Sylvester Wackerle                |
| 1951 Alpe d'Huez            | Allemagne de l'Ouest Anderl Ostler Xavier Leitl Michael Pössinger Lorenz Niebert                                                                      | États-Unis Stanley Benham Patrick Martin James Atkinson Gary Sheffield                                                             | Suisse Franz Kapus Franz Stöckli Hans Bolli Heinrich Angst                                    |
| 1950 Cortina d'Ampezzo      | États-Unis Stanley Benham Patrick Martin James Atkinson William d'Amico                                                                               | Suisse Fritz Feierabend Albert Madörin Romi Spada Stephan Waser                                                                    | Suisse Franz Kapus Franz Stöckli Hans Bolli Heinrich Angst                                    |
| 1949 Lake Placid            | États-Unis Stanley Benham Patrick Martin William Casey William d'Amico                                                                                | États-Unis James Bickford Henry Sterns Pat Buckley Donald Dupree                                                                   | Suisse Fritz Feierabend Werner Spring Friedrich Waller Heinrich Angst                         |
| 1947 St. Moritz             | Suisse Fritz Feierabend Heinz Cattani Alphonse Hörning Joseph Beerli                                                                                  | Belgique Max Houben Claude Houben Albert Lerat Jacques Mouvet                                                                      | France Achille Fould Henri Evrot Robert Dumont William Gayraud-Hirigoyen                      |
| 1939 Cortina d'Ampezzo      | Suisse Fritz Feierabend Heinz Cattani Alphonse Hörning Joseph Beerli                                                                                  | Royaume-Uni Frederick McEvoy Hoard Critchley Charles Green                                                                         | Allemagne Hanns Kilian Werner Windhaus Hans Schmidt Franz Kemser                              |
| 1938 Garmisch-Partenkirchen | Royaume-Uni Frederick McEvoy David Looker Charles Green Chris MacKintosh                                                                              | Allemagne Hanns Kilian Werner Windhaus Bobby Braumiller Franz Kemser                                                               | Allemagne Gerhard Fischer Lohfeld H. Fischer Rolf Thielecke                                   |
| 1937 St. Moritz             | Royaume-Uni Frederick McEvoy David Looker Charles Green Byran Black                                                                                   | Allemagne Gerhard Fischer Lohfeld H. Fischer Rolf Thielecke                                                                        | États-Unis Donald Fox Tippi Gray Bill Dupree James Bickford                                   |
| 1935 St. Moritz             | Allemagne Hanns Kilian Alexander Gruber Hermann von Valta Sebastian Huber                                                                             | Suisse Pierre Musy Noldi Gartmann Charles Bouvier Josef Beerli                                                                     | Suisse Reto Capadrutt Fritz Feierabend A. Lardi H. Tami                                       |
| 1934 Garmisch-Partenkirchen | Allemagne Hanns Kilian Fritz Schwarz Hermann von Valta Sebastian Huber                                                                                | Roumanie Emil Angelescu Teodor Popescu Dumitru Gheorghiu Ion Gribincea                                                             | France Jean de Suarez d'Aulan Rheims Bemish Jacques Bridou                                    |
| 1931 St. Moritz             | Allemagne Werner Zahn Robert Schmidt Franz Bock Emil Hinterfeld                                                                                       | Suisse René Fonjallaz Gustave Fonjallaz N. Buchheim Gaston Fonjallaz                                                               | Royaume-Uni Dennis Field P. Coote R. Wallace J. Newcobe                                       |
| 1930 Caux-sur-Montreux      | Italie MAR Giorgio Biasini Antonio Dorini Gino Rossi                                                                                                  | Suisse Jean Moillen John Schneiter André Moillen William Prichard                                                                  | Allemagne Fritz Grau Picker Bertram Albert Brehme                                             |

Par nation, nous avons le nombre de médailles suivant après 2025 :
| Rang  | Nation               | Or | Argent | Bronze | Total |
| ----- | -------------------- | -- | ------ | ------ | ----- |
| 1     | Allemagne            | 24 | 14     | 13     | 51    |
| 2     | Suisse               | 16 | 13     | 15     | 44    |
| 3     | Allemagne de l'Ouest | 6  | 7      | 7      | 20    |
| 4     | États-Unis           | 6  | 4      | 9      | 19    |
| 5     | Italie               | 5  | 7      | 1      | 13    |
| 6     | Allemagne de l'Est   | 4  | 5      | 3      | 12    |
| 7     | Royaume-Uni          | 2  | 2      | 2      | 6     |
| 8     | Lettonie             | 1  | 2      | 2      | 5     |
| 9     | Canada               | 1  | 1      | 3      | 5     |
| 10    | France               | 1  | 0      | 2      | 3     |
| 11    | Autriche             | 0  | 5      | 5      | 10    |
| 12    | Russie               | 0  | 3      | 1      | 4     |
| 13    | Belgique             | 0  | 1      | 0      | 1     |
|       | Roumanie             | 0  | 1      | 0      | 1     |
| 15    | Suède                | 0  | 0      | 2      | 2     |
| Total | Total                | 66 | 65     | 65     | 196   |

Les championnats du monde de 1933 n'ont pas eu lieu. Les championnats du monde de 1966 ont été annulés après le décès de Toni Pensperger (Allemagne de l'Ouest durant la compétition. Les championnats du monde de 1967 qui devaient se dérouler à l'Alpe d'Huez ont été annulés en raison de fortes températures.

### Bob à deux - Hommes
| Année et lieu               | Or                                                            | Argent                                                                               | Bronze                                                  |
| --------------------------- | ------------------------------------------------------------- | ------------------------------------------------------------------------------------ | ------------------------------------------------------- |
| 2025 Lake Placid            | Allemagne Francesco Friedrich Alexander Schüller              | Allemagne Johannes Lochner Georg Fleischhauer                                        | Allemagne Adam Ammour Benedikt Hertel                   |
| 2024 Winterberg             | Allemagne Francesco Friedrich Alexander Schüller              | Allemagne Adam Ammour Issam Ammour                                                   | Allemagne Johannes Lochner Georg Fleischhauer           |
| 2023 Saint-Moritz           | Allemagne Johannes Lochner Georg Fleischhauer                 | Allemagne Francesco Friedrich Alexander Schüller                                     | Suisse Michael Vogt Sandro Michel                       |
| 2021 Altenberg              | Allemagne Francesco Friedrich Alexander Schüller              | Allemagne Johannes Lochner Eric Franke                                               | Allemagne Hans-Peter Hannighofer Christian Röder        |
| 2020 Altenberg              | Allemagne Francesco Friedrich Thorsten Margis                 | Allemagne Johannes Lochner Christopher Weber                                         | Lettonie Oskars Ķibermanis Matīss Miknis                |
| 2019 Whistler               | Allemagne Francesco Friedrich Thorsten Margis                 | Canada Justin Kripps Cameron Stones                                                  | Allemagne Nico Walther Paul Krenz                       |
| 2017 Kônigssee              | Allemagne Francesco Friedrich Thorsten Margis                 | Canada Justin Kripps Jesse Lumsden                                                   | Allemagne Johannes Lochner Joshua Bluhm                 |
| 2016 Igls                   | Allemagne Francesco Friedrich Thorsten Margis                 | Allemagne Johannes Lochner Joshua Bluhm                                              | Suisse Beat Hefti Alex Baumann                          |
| 2015 Wintenberg             | Allemagne Francesco Friedrich Thorsten Margis                 | Allemagne Johannes Lochner Joshua Bluhm Lettonie Oskars Melbardis Daumants Dreiskens |                                                         |
| 2013 St. Moritz             | Allemagne Francesco Friedrich Jannis Baecker                  | Suisse Beat Hefti Thomas Lamparter                                                   | Allemagne Thomas Florschuetz Kevin Kuske                |
| 2012 Lake Placid            | États-Unis Steven Holcomb Steven Langton                      | Canada Lyndon Rush Jesse Lumsden                                                     | Allemagne Maximilian Arndt Kevin Kuske                  |
| 2011 Königssee              | Russie Alexsandr Zubkov Alekseï Voïevoda                      | Allemagne Thomas Florschuetz Kevin Kuske Allemagne Manuel Machata Andreas Bredau     | -                                                       |
| 2009 Lake Placid            | Suisse Ivo Rueegg Cédric Grand                                | Allemagne Thomas Florschütz Marc Kuehne                                              | États-Unis Steven Holcomb Curtis Tomasevicz             |
| 2008 Altenberg              | Allemagne André Lange Kevin Kuske                             | Allemagne Thomas Florschütz Mirko Paetzold                                           | Russie Alexandre Zoubkov Alekseï Voïevoda               |
| 2007 St. Moritz             | Allemagne André Lange Kevin Kuske                             | Suisse Ivo Rüegg Aleksandr Streltsov Tommy Herzog                                    | Italie Simone Bertazzo Samuele Romanini                 |
| 2005 Calgary                | Canada Pierre Lueders Lascelles Brown                         | Allemagne André Lange Kevin Kuske                                                    | Suisse Martin Annen Beat Hefti                          |
| 2004 Königssee              | Canada Pierre Lueders Giulio Zardo                            | Allemagne Christoph Langen Markus Zimmermann                                         | Allemagne André Lange Kevin Kuske                       |
| 2003 Lake Placid            | Allemagne André Lange Kevin Kuske                             | Canada Pierre Lueders Giulio Zardo                                                   | Allemagne René Spies Franz Sagmeister                   |
| 2001 St. Moritz             | Allemagne Christoph Langen Marco Jakobs                       | Suisse Reto Götschi Cedric Grand                                                     | Suisse Martin Annen Beat Hefti                          |
| 2000 Altenberg              | Allemagne Christoph Langen Markus Zimmermann                  | Allemagne André Lange Rene Hoppe                                                     | Suisse Christian Reich Urs Aeberhand                    |
| 1999 Cortina d'Ampezzo      | Italie Günther Huber Enrico Costa Ubaldo Ranzi                | Allemagne Christoph Langen Markus Zimmermann                                         | France Bruno Mingeon Emmanuel Hostache                  |
| 1997 St. Moritz             | Suisse Reto Götschi Guido Acklin                              | Italie Günther Huber Antonio Tartaglia                                               | États-Unis Brian Shimer Robert Olesen                   |
| 1996 Calgary                | Allemagne Christoph Langen Markus Zimmermann                  | Canada Pierre Lueders Dave MacEachern                                                | Suisse Reto Götschi Guido Acklin                        |
| 1995 Winterberg             | Allemagne Christoph Langen Olaf Hampel                        | Canada Pierre Lueders Jack Pyc                                                       | France Éric Alard Éric le Chanony                       |
| 1993 Igls                   | Allemagne Christoph Langen Peer Jöchel                        | Suisse Gustav Weder Donat Acklin                                                     | Allemagne Wolfgang Hoppe René Hannemann                 |
| 1991 Altenberg              | Allemagne Rudi Lochner Markus Zimmermann                      | Suisse Gustav Weder Curdin Morell                                                    | Allemagne Wolfgang Hoppe René Hannemann                 |
| 1990 St. Moritz             | Suisse Gustav Weder Bruno Gerber                              | Allemagne de l'Est Harald Czudaj Axel Jang                                           | Allemagne de l'Est Wolfgang Hoppe Bogdan Musiol         |
| 1989 Cortina d'Ampezzo      | Allemagne de l'Est Wolfgang Hoppe Bogdan Musiol               | Suisse Gustav Weder Bruno Gerber                                                     | Union soviétique Janis Kipurs Aldis Intlers             |
| 1987 St. Moritz             | Suisse Ralph Pichler Celeste Poltera                          | Suisse Hans Hiltebrand André Kisser                                                  | Allemagne de l'Est Wolfgang Hoppe Dietmar Schauerhammer |
| 1986 Königssee              | Allemagne de l'Est Wolfgang Hoppe Dietmar Schauerhammer       | Suisse Ralph Pichler Celeste Poltera                                                 | Allemagne de l'Est Detlef Richter Steffen Grummt        |
| 1985 Cervinia               | Allemagne de l'Est Wolfgang Hoppe Dietmar Schauerhammer       | Allemagne de l'Est Detlef Richter Steffen Grummt                                     | Union soviétique Sintis Ekmanis Nikolay Zhirov          |
| 1983 Lake Placid            | Suisse Ralph Pichler Urs Leuthold                             | Suisse Erich Schärer Max Rüegg                                                       | Allemagne de l'Est Wolfgang Hoppe Dietmar Schauerhammer |
| 1982 St. Moritz             | Suisse Erich Schärer Max Rüegg                                | Suisse Hans Hiltebrand Ulrich Bächli                                                 | Allemagne de l'Est Horst Schönau Andreas Kirchner       |
| 1981 Cortina d'Ampezzo      | Allemagne de l'Est Bernhard Germeshausen Hans-Jürgen Gerhardt | Allemagne de l'Est Horst Schönau Andreas Kirchner                                    | Suisse Erich Schärer Josef Benz                         |
| 1979 Königssee              | Suisse Erich Schärer Josef Benz                               | Allemagne de l'Ouest Stefan Gaisreiter Manfred Schumann Fritz Ohlwärter              | Allemagne de l'Ouest Toni Mangold Stefan Späte          |
| 1978 Lake Placid            | Suisse Erich Schärer Josef Benz                               | Allemagne de l'Est Meinhard Nehmer Raimund Bethge                                    | Allemagne de l'Ouest Jakob Resch Walter Barfuss         |
| 1977 St. Moritz             | Suisse Hans Hiltebrand Heinz Meier                            | Suisse Fritz Lüdi Hansjörg Trachsel                                                  | Allemagne de l'Ouest Stefan Gaisreiter Manfred Schumann |
| 1975 Cervinia               | Italie Giorgio Alverà Franco Perruquet                        | Allemagne de l'Ouest Georg Heibl Fritz Ohlwärter                                     | Suisse Fritz Lüdi Karl Häseli                           |
| 1974 St. Moritz             | Allemagne de l'Ouest Wolfgang Zimmerer Peter Utzschneider     | Allemagne de l'Ouest Georg Heibl Fritz Ohlwärter                                     | Suisse Fritz Lüdi Karl Häseli                           |
| 1973 Lake Placid            | Allemagne de l'Ouest Wolfgang Zimmerer Peter Utzschneider     | Suisse Hans Candrian Heinz Schenker                                                  | Roumanie Ion Panturu Dumitru Focseneanu                 |
| 1971 Cervinia               | Italie Gianfranco Gaspari Mario Armano                        | Italie Enzo Vicario Corrado Dal Fabbro                                               | Autriche Herbert Gruber Josef Oberhauser                |
| 1970 St. Moritz             | Allemagne de l'Ouest Horst Floth Pepi Bader                   | Allemagne de l'Ouest Wolfgang Zimmerer Peter Utzschneider                            | Suisse Gino Caviezel Hans Candrian                      |
| 1969 Lake Placid            | Italie Nevio De Zordo Adriano Frassinelli                     | Roumanie Ion Panturu Dumitru Focseneanu                                              | Italie Gianfranco Gaspari Mario Armano                  |
| 1967 Alpe d'Huez            | Autriche Erwin Thaler Reinhold Dumthaler                      | Italie Nevio De Zordo Edoardo de Martin                                              | États-Unis Howard Clifton James Crall                   |
| 1966 Cortina d'Ampezzo      | Italie Eugenio Monti Sergio Siorpaes                          | Italie Gianfranco Gaspari Leonardo Cavallini                                         | Royaume-Uni Anthony Nash Robin Dixon                    |
| 1965 St. Moritz             | Royaume-Uni Anthony Nash Robin Dixon                          | Italie Rinaldo Ruatti Enrico de Lorenzo                                              | Canada Vic Emery Michael Young                          |
| 1963 Igls                   | Italie Eugenio Monti Sergio Siorpaes                          | Italie Sergio Zardini Romano Bonagura                                                | Royaume-Uni Anthony Nash Robin Dixon                    |
| 1962 Garmisch-Partenkirchen | Italie Rinaldo Ruatti Enrico de Lorenzo                       | Italie Sergio Zardini Romano Bonagura                                                | Allemagne de l'Ouest Hans Maurer Adolf Wörmann          |
| 1961 Lake Placid            | Italie Eugenio Monti Sergio Siorpaes                          | États-Unis Gary Sheffield Jerry Tennant                                              | Italie Sergio Zardini Romano Bonagura                   |
| 1960 Cortina d'Ampezzo      | Italie Eugenio Monti Renzo Alvera                             | Allemagne de l'Ouest Franz Schelle Otto Göbl                                         | Italie Sergio Zardini Luciano Alberti                   |
| 1959 St. Moritz             | Italie Eugenio Monti Renzo Alvera                             | Italie Sergio Zardini Sergio Siorpaes                                                | États-Unis Arthur Tyler Thomas Butler                   |
| 1958 Garmisch-Partenkirchen | Italie Eugenio Monti Renzo Alvera                             | Italie Sergio Zardini Sergio Siorpaes                                                | Autriche Paul Aste Pepi Isser                           |
| 1957 St. Moritz             | Italie Eugenio Monti Renzo Alvera                             | États-Unis Arthur Tyler Thomas Butler                                                | Espagne Marques Alfonso de Portago Luis Nunoz           |
| 1955 St. Moritz             | Suisse Fritz Feierabend Harry Warburton                       | Autriche Paul Aste Pepi Isser                                                        | Suisse Franz Kapus Heinrich Angst                       |
| 1954 Cortina d'Ampezzo      | Italie Guglielmo Scheibmeier Andrea Zambelli                  | Italie Italo Petrelli Luigi Figoli                                                   | États-Unis Stanley Benham James Bickford                |
| 1953 Garmisch-Partenkirchen | Suisse Felix Endrich Fritz Stöckli                            | Allemagne de l'Ouest Anderl Ostler Franz Kemser                                      | Allemagne de l'Ouest Theo Kitt Lorenz Niebert           |
| 1951 Alpe d'Huez            | Allemagne de l'Ouest Anderl Ostler Lorenz Niebert             | États-Unis Stanley Benham Patrick Martin                                             | Suisse Felix Endrich Werner Spring                      |
| 1950 Cortina d'Ampezzo      | Suisse Fritz Feierabend Stephan Waser                         | États-Unis Stanley Benham Patrick Martin                                             | États-Unis Frederick Fortune William d'Amico            |
| 1949 Lake Placid            | Suisse Fritz Feierabend Stephan Waser                         | Suisse Felix Endrich Fritz Waller                                                    | États-Unis Frederick Fortune John McDonald              |
| 1947 St. Moritz             | Suisse Fritz Feierabend Stephan Waser                         | Suisse Felix Endrich Fritz Waller                                                    | Belgique Max Houben Jacques Mouvet                      |
| 1939 St. Moritz             | Belgique René Lunden Jeans Coops                              | Allemagne Bibo Fischer Rolf Thielecke                                                | Allemagne Hanns Kilian Schletter                        |
| 1938 St. Moritz             | Allemagne Bibo Fischer Rolf Thielecke                         | Royaume-Uni Frederick McEvoy Charles Green                                           | Suisse Fritz Feierabend Josef Beerli                    |
| 1937 Cortina d'Ampezzo      | Royaume-Uni Frederick McEvoy Byran Black                      | Italie Umberto Gilarduzzi Antonio Gilarduzzi                                         | Suisse Reto Capadrutt Hans Aichele                      |
| 1935 Igls                   | Suisse Reto Capadrutt Emil Diener                             | Tchécoslovaquie Josef Lanzendörfer Karel Ruzicka                                     | Italie Marchese Storza Birvio Carlo Soldini             |
| 1934 Engelberg              | Roumanie Alexandru Frim Vasile Dumitrescu                     | Allemagne Hermann von Mumm Fritz Schwarz                                             | Roumanie Alexandru Papana Dumitru Hubert                |
| 1933 Schreiberhau           | Roumanie Alexandru Papana Dumitru Hubert                      | Tchécoslovaquie Brüme Heinzel                                                        | Allemagne Fritz Grau Albert Brehme                      |
| 1931 Oberhof                | Allemagne Hanns Kilian Sebastian Huber                        | Allemagne Bibo Fischer Gemmer                                                        | Autriche Heinz Volkmer Anton Kaltenberger               |

Par nation, nous avons le nombre de médailles suivant après 2025 :
| Rang  | Nation               | Or | Argent | Bronze | Total |
| ----- | -------------------- | -- | ------ | ------ | ----- |
| 1     | Allemagne            | 21 | 18     | 13     | 52    |
| 2     | Suisse               | 15 | 14     | 14     | 43    |
| 3     | Italie               | 13 | 11     | 5      | 29    |
| 4     | Allemagne de l'Ouest | 4  | 6      | 5      | 15    |
| 5     | Allemagne de l'Est   | 4  | 4      | 5      | 13    |
| 6     | Canada               | 2  | 6      | 1      | 9     |
| 7     | Roumanie             | 2  | 1      | 2      | 5     |
|       | Royaume-Uni          | 2  | 1      | 2      | 5     |
| 9     | États-Unis           | 1  | 4      | 7      | 12    |
| 10    | Autriche             | 1  | 1      | 3      | 5     |
| 11    | Belgique             | 1  | 0      | 1      | 2     |
|       | Russie               | 1  | 0      | 1      | 2     |
| 13    | Tchécoslovaquie      | 0  | 2      | 0      | 2     |
| 14    | Lettonie             | 0  | 1      | 1      | 2     |
| 15    | France               | 0  | 0      | 2      | 2     |
|       | Union soviétique     | 0  | 0      | 2      | 2     |
| 17    | Espagne              | 0  | 0      | 1      | 1     |
| Total | Total                | 67 | 70     | 64     | 201   |

### Bob à deux - Femmes
| Année et lieu     | Or                                             | Argent                                            | Bronze                                         |
| ----------------- | ---------------------------------------------- | ------------------------------------------------- | ---------------------------------------------- |
| 2025 Lake Placid  | Allemagne Laura Nolte Deborah Levi             | Allemagne Kim Kalicki Leonie Fiebig               | Allemagne Lisa Buckwitz Kira Lipperheide       |
| 2024 Winterberg   | Allemagne Lisa Buckwitz Vanessa Mark           | Allemagne Laura Nolte Deborah Levi                | Allemagne Kim Kalicki Leonie Fiebig            |
| 2023 Saint-Moritz | Allemagne Kim Kalicki Leonie Fiebig            | Allemagne Lisa Buckwitz Kira Lipperheide          | États-Unis Kaillie Humphries Kaysha Love       |
| 2021 Altenberg    | États-Unis Kaillie Humphries Lolo Jones        | Allemagne Kim Kalicki Ann-Christin Strack         | Allemagne Laura Nolte Deborah Levi             |
| 2020 Altenberg    | États-Unis Kaillie Humphries Lauren Gibbs      | Allemagne Kim Kalicki Kira Lipperheide            | Canada Christine de Bruin Kristen Bujnowski    |
| 2019 Whistler     | Allemagne Mariama Jamanka Annika Drazek        | Allemagne Stephanie Schneider Ann-Christin Strack | Canada Christine de Bruin Kristen Bujnowski    |
| 2017 Königssee    | États-Unis Elana Meyers Kehri Jones            | Canada Kaillie Humphries Melissa Lotholz          | États-Unis Jamie Greubel Aja Evans             |
| 2016 Igls         | Allemagne Anja Schneiderheinze Annika Drazek   | Canada Kaillie Humphries Melissa Lotholz          | États-Unis Elana Meyers Lauren Gibbs           |
| 2015 Wintenberg   | États-Unis Elana Meyers Cherrelle Garrett      | Allemagne Anja Schneiderheinze Annika Drazek      | Allemagne Cathleen Martini Stephanie Schneider |
| 2013 St. Moritz   | Canada Kaillie Humphries Chelsea Valois        | États-Unis Elana Meyers Katie Eberling            | Allemagne Sandra Kiriasis Franziska Bertels    |
| 2012 Lake Placid  | Canada Kaillie Humphries Jennifer Ciochetti    | Allemagne Sandra Kiriasis Petra Lammert           | États-Unis Elana Meyers Katie Eberling         |
| 2011 Königssee    | Allemagne Cathleen Martini Romy Logsch         | États-Unis Shauna Rohbock Valerie Fleming         | Canada Kaillie Humphries Heather Moyse         |
| 2009 Lake Placid  | Royaume-Uni Nicola Minichiello Gillian Cooke   | Allemagne Shauna Rohbock Elana Meyers             | Allemagne Cathleen Martini Janine Tischer      |
| 2008 Altenberg    | Allemagne Sandra Kiriasis Romy Logsch          | Allemagne Cathleen Martini Janine Tischer         | Allemagne Claudia Schramm Nicole Herschmann    |
| 2007 St. Moritz   | Allemagne Sandra Kiriasis Romy Logsch          | Allemagne Cathleen Martini Janine Tischer         | États-Unis Shauna Rohbock Valerie Fleming      |
| 2005 Calgary      | Allemagne Sandra Kiriasis Anja Schneiderheinze | Royaume-Uni Nicole Minichiello Jackie Davies      | États-Unis Shauna Rohbock Valerie Fleming      |
| 2004 Königssee    | Allemagne Susi Erdmann Kristina Bader          | Allemagne Sandra Prokoff Anja Schneiderheinze     | États-Unis Jean Racine Vonetta Flowers         |
| 2003 Winterberg   | Allemagne Susi Erdmann Annegret Dietrich       | Allemagne Sandra Prokoff Ulrike Holzner           | Allemagne Cathleen Martini Yvonne Cernota      |
| 2001 Calgary      | Suisse Françoise Burdet Katharina Sutter       | États-Unis Jean Racine Jennifer Davidson          | Allemagne Susi Erdmann Tanja Hess              |
| 2000 Winterberg   | Allemagne Gabriele Kohlisch Kathleen Hering    | États-Unis Jean Racine Jennifer Davidson          | Suisse Françoise Burdet Katharina Sutter       |

Par nation, nous avons le nombre de médailles suivant après 2025 :
| Rang  | Nation      | Or | Argent | Bronze | Total |
| ----- | ----------- | -- | ------ | ------ | ----- |
| 1     | Allemagne   | 12 | 12     | 9      | 33    |
| 2     | États-Unis  | 4  | 5      | 7      | 16    |
| 3     | Canada      | 2  | 2      | 3      | 7     |
| 4     | Royaume-Uni | 1  | 1      | 0      | 2     |
| 5     | Suisse      | 1  | 0      | 1      | 2     |
| Total | Total       | 20 | 20     | 20     | 60    |

### Monobob - Femmes
| Année et lieu     | Or                           | Argent                         | Bronze                         |
| ----------------- | ---------------------------- | ------------------------------ | ------------------------------ |
| 2025 Lake Placid  | États-Unis Kaysha Love       | Allemagne Laura Nolte          | États-Unis Elana Meyers Taylor |
| 2024 Winterberg   | Allemagne Laura Nolte        | États-Unis Elana Meyers Taylor | Allemagne Lisa Buckwitz        |
| 2023 Saint-Moritz | Allemagne Laura Nolte        | États-Unis Kaillie Humphries   | Allemagne Lisa Buckwitz        |
| 2021 Altenberg    | États-Unis Kaillie Humphries | Allemagne Stephanie Schneider  | Allemagne Laura Nolte          |

Par nation, nous avons le nombre de médailles suivant après 2025 :
| Rang  | Nation     | Or | Argent | Bronze | Total |
| ----- | ---------- | -- | ------ | ------ | ----- |
| 1     | Allemagne  | 2  | 2      | 3      | 7     |
| 2     | États-Unis | 2  | 2      | 1      | 5     |
| Total | Total      | 4  | 4      | 4      | 12    |

## Skeleton

### Hommes
| Année | Lieu         | Or                   | Argent                           | Bronze                    |
| ----- | ------------ | -------------------- | -------------------------------- | ------------------------- |
| 2025  | Lake Placid  | Matt Weston          | Marcus Wyatt                     | Axel Jungk                |
| 2024  | Winterberg   | Christopher Grotheer | Matt Weston                      | Yin Zheng                 |
| 2023  | Saint-Moritz | Matt Weston          | Amedeo Bagnis                    | Jung Seung-gi             |
| 2021  | Altenberg    | Christopher Grotheer | BFR Aleksandr Tretyakov          | Alexander Gassner         |
| 2020  | Altenberg    | Christopher Grotheer | Axel Jungk                       | Alexander Gassner         |
| 2019  | Whistler     | Martins Dukurs       | Nikita Tregubov                  | Yun Sung-bin              |
| 2017  | Königssee    | Martins Dukurs       | Axel Jungk                       | Nikita Tregubov           |
| 2016  | Igls         | Martins Dukurs       | Alexander Tretiakov Yun Sung-bin |                           |
| 2015  | Winterberg   | Martins Dukurs       | Alexander Tretiakov              | Tomass Dukurs             |
| 2013  | Saint-Moritz | Aleksandr Tretyakov  | Martins Dukurs                   | Sergey Chudinov           |
| 2012  | Lake Placid  | Martins Dukurs       | Frank Rommel                     | Ben Sandford              |
| 2011  | Königssee    | Martins Dukurs       | Aleksandr Tretyakov              | Frank Rommel              |
| 2009  | Lake Placid  | Gregor Stähli        | Adam Pengilly                    | Alexander Tretiakov       |
| 2008  | Altenberg    | Kristan Bromley      | Jon Montgomery                   | Frank Rommel              |
| 2007  | Saint-Moritz | Gregor Stähli        | Eric Bernotas                    | Zach Lund                 |
| 2005  | Calgary      | Jeff Pain            | Gregor Stähli                    | Duff Gibson               |
| 2004  | Königssee    | Duff Gibson          | Florian Grassl                   | Frank Kleber              |
| 2003  | Nagano       | Jeff Pain            | Chris Soule                      | Brady Canfield            |
| 2001  | Calgary      | Martin Rettl         | Jeff Pain                        | Lincoln DeWitt            |
| 2000  | Igls         | Andy Böhme           | Gregor Stähli                    | Jim Shea Alexander Müller |
| 1999  | Altenberg    | Jim Shea             | Andy Böhme                       | Willi Schneider           |
| 1998  | Saint-Moritz | Willi Schneider      | Alain Wicki                      | Felix Poletti             |
| 1997  | Lake Placid  | Ryan Davenport       | Jim Shea                         | Chris Soule               |
| 1996  | Calgary      | Ryan Davenport       | Franz Plangger                   | Christian Auer            |
| 1995  | Lillehammer  | Jürg Wenger          | Christian Auer                   | Ryan Davenport            |
| 1994  | Altenberg    | Gregor Stähli        | Andi Schmid                      | Franz Plangger            |
| 1993  | Albertville  | Andi Schmid          | Franz Plangger                   | Gregor Stähli             |
| 1992  | Calgary      | Bruce Sandford       | Gregor Stähli                    | Christian Auer            |
| 1991  | Igls         | Christian Auer       | Andi Schmid                      | Michael Grünberger        |
| 1990  | Königssee    | Michael Grünberger   | Andi Schmid                      | Gregor Stähli             |
| 1989  | Saint-Moritz | Alain Wicki          | Christian Auer                   | Franz Plangger            |
| 1982  | Saint-Moritz | Gert Elsässer        | Nico Baracchi                    | Alain Wicki               |

Par nation, nous avons le nombre de médailles suivant après 2025 :
| Rang  | Nation                        | Or | Argent | Bronze | Total |
| ----- | ----------------------------- | -- | ------ | ------ | ----- |
| 1     | Lettonie                      | 6  | 1      | 1      | 8     |
| 2     | Autriche                      | 5  | 7      | 6      | 18    |
| 3     | Suisse                        | 5  | 5      | 4      | 9     |
| 4     | Canada                        | 5  | 2      | 2      | 9     |
| 5     | Allemagne                     | 5  | 5      | 7      | 17    |
| 6     | Royaume-Uni                   | 3  | 3      | 0      | 6     |
| 7     | Russie                        | 1  | 4      | 3      | 8     |
| 8     | États-Unis                    | 1  | 3      | 5      | 9     |
| 9     | Nouvelle-Zélande              | 1  | 0      | 1      | 2     |
| 9     | Corée du Sud                  | 0  | 1      | 2      | 3     |
| 11    | Fédération russe de bobsleigh | 0  | 1      | 0      | 1     |
|       | Italie                        | 0  | 1      | 0      | 1     |
| 13    | Chine                         | 0  | 0      | 1      | 1     |
| Total | Total                         | 32 | 33     | 32     | 97    |

### Femmes
| Année | Lieu         | Or                 | Argent                | Bronze                |
| ----- | ------------ | ------------------ | --------------------- | --------------------- |
| 2025  | Lake Placid  | Kimberley Bos      | Mystique Ro           | Anna Fernstädt        |
| 2024  | Winterberg   | Hallie Clarke      | Kim Meylemans         | Hannah Neise          |
| 2023  | Saint-Moritz | Susanne Kreher     | Kimberley Bos         | Mirela Rahneva        |
| 2021  | Altenberg    | Tina Hermann       | Jacqueline Lölling    | BFR Elena Nikitina    |
| 2020  | Altenberg    | Tina Hermann       | Marina Gilardoni      | Janine Flock          |
| 2019  | Whistler     | Tina Hermann       | Jacqueline Lölling    | Sophia Griebel        |
| 2017  | Königssee    | Jacqueline Lölling | Tina Hermann          | Lizzy Yarnold         |
| 2016  | Igls         | Tina Hermann       | Janine Flock          | Elena Nikitina        |
| 2015  | Winterberg   | Lizzy Yarnold      | Jacqueline Lölling    | Elisabeth Vathje      |
| 2013  | Saint-Moritz | Shelley Rudman     | Noelle Pikus-Pace     | Sarah Reid            |
| 2012  | Lake Placid  | Katie Uhlaender    | Mellisa Hollingsworth | Elizabeth Yarnold     |
| 2011  | Königssee    | Marion Thees       | Anja Huber            | Mellisa Hollingsworth |
| 2009  | Lake Placid  | Marion Trott       | Amy Williams          | Kerstin Szymkowiak    |
| 2008  | Altenberg    | Anja Huber         | Katie Uhlaender       | Kerstin Juergens      |
| 2007  | Saint-Moritz | Noelle Pikus-Pace  | Maya Pedersen         | Katie Uhlaender       |
| 2005  | Calgary      | Maya Pedersen      | Noelle Pikus-Pace     | Michelle Kelly        |
| 2004  | Königssee    | Diana Sartor       | Lindsay Alcock        | Kerstin Jürgens       |
| 2003  | Nagano       | Michelle Kelly     | Ekatarina Mironova    | Tristan Gale          |
| 2001  | Calgary      | Maya Pedersen      | Alex Coomber          | Tricia Stumpf         |
| 2000  | Igls         | Steffi Hanzlik     | Mellisa Hollingsworth | Tricia Stumpf         |

Par nation, nous avons le nombre de médailles suivant après 2025 :
| Rang  | Nation                        | Or | Argent | Bronze | Total |
| ----- | ----------------------------- | -- | ------ | ------ | ----- |
| 1     | Allemagne                     | 11 | 5      | 5      | 21    |
| 2     | États-Unis                    | 2  | 4      | 4      | 10    |
| 3     | Canada                        | 2  | 3      | 5      | 10    |
| 4     | Royaume-Uni                   | 2  | 2      | 2      | 6     |
| 5     | Suisse                        | 2  | 2      | 0      | 4     |
| 6     | Pays-Bas                      | 1  | 1      | 0      | 2     |
| 7     | Russie                        | 0  | 1      | 1      | 2     |
|       | Autriche                      | 0  | 1      | 1      | 2     |
| 9     | Belgique                      | 0  | 1      | 0      | 1     |
| 10    | Fédération russe de bobsleigh | 0  | 0      | 1      | 1     |
|       | Tchéquie                      | 0  | 0      | 1      | 1     |
| Total | Total                         | 20 | 20     | 20     | 60    |

### Mixte
Depuis 2020.
| Année | Lieu         | Or                                             | Argent                                         | Bronze                                                           |
| ----- | ------------ | ---------------------------------------------- | ---------------------------------------------- | ---------------------------------------------------------------- |
| 2025  | Lake Placid  | États-Unis Mystique Ro Austin Florian          | Royaume-Uni Tabitha Stoecker Matt Weston       | Chine Zhao Dan Lin Qinwei                                        |
| 2024  | Winterberg   | Allemagne Hannah Neise Christopher Grotheer    | Royaume-Uni Tabitha Stoecker Matt Weston       | Allemagne Jacqueline Pfeifer Axel Jungk                          |
| 2023  | Saint-Moritz | Allemagne Susanne Kreher Christopher Grotheer  | Royaume-Uni Laura Deas Matt Weston             | Royaume-Uni Brogan Crowley Craig Thompson                        |
| 2021  | Altenberg    | Allemagne Tina Hermann Christopher Grotheer    | Allemagne Jacqueline Lölling Alexander Gassner | Fédération russe de bobsleigh Elena Nikitina Aleksandr Tretyakov |
| 2020  | Altenberg    | Allemagne Jacqueline Lölling Alexander Gassner | Canada Jane Channell Dave Greszczyszyn         | Italie Valentina Margaglio Mattia Gaspari                        |

Par nation, nous avons le nombre de médailles suivant après 2025 :
| Rang  | Nation                        | Or | Argent | Bronze | Total |
| ----- | ----------------------------- | -- | ------ | ------ | ----- |
| 1     | Allemagne                     | 4  | 1      | 1      | 6     |
| 2     | États-Unis                    | 1  | 0      | 0      | 1     |
| 3     | Royaume-Uni                   | 0  | 3      | 1      | 4     |
| 4     | Canada                        | 0  | 1      | 0      | 1     |
| 5     | Italie                        | 0  | 0      | 1      | 1     |
|       | Fédération russe de bobsleigh | 0  | 0      | 1      | 1     |
|       | Chine                         | 0  | 0      | 1      | 1     |
| Total | Total                         | 5  | 5      | 5      | 15    |

## Mixte (bobsleigh + skeleton)
Entre 2007 et 2019.
| Année | Lieu         | Or | Argent | Bronze |
| ----- | ------------ | --- | --- | --- |
| 2019  | Whistler     | Allemagne Christopher Grotheer Sophia Griebel Mariama Jamanka Lisa-Sophie Gericke Johannes Lochner Marc Rademacher | Canada Dave Greszczyszyn Mirela Rahneva Christine de Bruin Kristen Bujnowski Nicholas Poloniato Joyce Keefer      | États-Unis Greg West Savannah Graybill Brittany Reinbolt Jessica Davisi Geoffrey Gadbois Kristopher Horn             |
| 2017  | Königssee    | Allemagne Axel Jungk Mariama Jamanka Franziska Bertels Jacqueline Lölling Johannes Lochner Christian Rasp          | Allemagne Christopher Grotheer Stephanie Schneider Lisa-Marie Buckwitz Tina Hermann Nico Walther Philipp Wobeto   | Équipe internationale Alexander Gassner Maria Constantin Andreea Grecu Anna Fernstädt Richard Ölsner Marc Rademacher |
| 2015  | Winterberg   | Allemagne Axel Jungk Cathleen Martini Lisette Thoene Tina Hermann Francesco Friedrich Martin Grothkopp             | Allemagne Christopher Grotheer Anja Schneiderheinze Franziska Bertels Anja Huber Johannes Lochner Gregor Bermbach | Russie Alexander Tretiakov Aleksandra Rodionova Nadezhda Paleeva Maria Orlova Alexander Kasjanov Ilvir Huzin         |
| 2013  | Saint-Moritz | États-Unis John Daly Elana Meyers Lolo Jones Noelle Pikus-Pace Steven Holcomb Curtis Tomasevicz                    | Allemagne Frank Rommel Sandra Kiriasis Sarah Noll Marion Thees Francesco Friedrich Gino Gerhardi                  | Canada Eric Neilson Kaillie Humphries Chelsea Valois Sarah Reid Lyndon Rush Cody Sorensen                            |
| 2012  | Lake Placid  | États-Unis Matthew Antoine Elana Meyers Emily Azevedo Katie Uhlaender Steven Holcomb Justin Olsen                  | Allemagne Frank Rommel Sandra Kiriasis Berit Wiacker Marion Thees Maximilian Arndt Steven Deja                    | Canada John Fairbairn Kaillie Humphries Emily Baadsvik Mellisa Hollingsworth Justin Kripps Timothy Randall           |
| 2011  | Königssee    | Allemagne Michi Halilović Sandra Kiriasis Stephanie Schneider Marion Thees Francesco Friedrich Florian Becke       | Allemagne Frank Rommel Cathleen Martini Kristin Steinert Anja Huber Karl Angerer Alex Mann                        | Canada Jon Montgomery Kaillie Humphries Heather Moyse Mellisa Hollingsworth Lyndon Rush Cody Sorensen                |
| 2009  | Lake Placid  | Allemagne Frank Rommel Sandra Kiriasis Patricia Polifka Marion Trott Thomas Florschütz Andreas Barucha             | Suisse Gregor Stähli Sabina Hafner Anne Dietrich Maya Pedersen Ivo Rüegg Cédric Grand                             | États-Unis Eric Bernotas Shauna Rohbock Valerie Fleming Katie Uhlaender Steven Holcomb Justin Olsen                  |
| 2008  | Altenberg    | Allemagne Sebastian Haupt Sandra Kiriasis Berit Wiacker Anja Huber Matthias Höpfner Alex Mann                      | Canada Jon Montgomery Kaillie Humphries Jenni Hucul Michelle Kelly Lyndon Rush Nathan Cross                       | États-Unis Zach Lund Erin Pac Emily Azevedo Katie Uhlaender Steven Holcomb Curtis Tomasevicz                         |
| 2007  | Saint-Moritz | Allemagne Frank Kleber Sandra Kiriasis Berit Wiacker Monique Riekewald Karl Angerer Marc Kühne                     | États-Unis Eric Bernotas Erin Pac Emily Azevedo Noelle Pikus-Pace Mike Kohn Curtis Tomasevicz                     | Suisse Gregor Stähli Sabina Hafner Katharina Sutter Maya Pedersen Ivo Rüegg Thomas Lamparter                         |

Par nation, nous avons le nombre de médailles suivant après 2019 Whistler :
| Rang  | Nation        | Or | Argent | Bronze | Total |
| ----- | ------------- | -- | ------ | ------ | ----- |
| 1     | Allemagne     | 8  | 5      | 0      | 13    |
| 2     | États-Unis    | 2  | 1      | 3      | 6     |
| 3     | Canada        | 0  | 2      | 3      | 5     |
| 4     | Russie        | 0  | 1      | 1      | 2     |
|       | Suisse        | 0  | 0      | 1      | 1     |
| 6     | Autriche      | 0  | 0      | 1      | 1     |
|       | International | 0  | 0      | 1      | 1     |
| Total | Total         | 10 | 10     | 10     | 30    |

## Titres cumulatifs
Dernière mise à jour : après 2023

### Bobsleigh
| Rang  | Nation               | Or  | Argent | Bronze | Total |
| ----- | -------------------- | --- | ------ | ------ | ----- |
| 1     | Allemagne            | 52  | 39     | 32     | 123   |
| 2     | Suisse               | 32  | 27     | 30     | 89    |
| 3     | Italie               | 18  | 18     | 6      | 42    |
| 4     | États-Unis           | 12  | 14     | 23     | 49    |
| 5     | Allemagne de l'Ouest | 10  | 13     | 12     | 35    |
| 6     | Allemagne de l'Est   | 8   | 9      | 8      | 25    |
| 7     | Canada               | 5   | 9      | 7      | 21    |
| 8     | Royaume-Uni          | 5   | 4      | 3      | 12    |
| 9     | Roumanie             | 2   | 2      | 2      | 6     |
| 10    | Autriche             | 1   | 6      | 8      | 15    |
| 11    | Lettonie             | 1   | 3      | 3      | 7     |
| 12    | Russie               | 1   | 3      | 2      | 6     |
| 13    | Belgique             | 1   | 1      | 1      | 3     |
| 14    | France               | 1   | 0      | 4      | 5     |
| 15    | Tchécoslovaquie      | 0   | 2      | 0      | 2     |
| 16    | Union soviétique     | 0   | 0      | 2      | 2     |
|       | Suède                | 0   | 0      | 2      | 2     |
| 18    | Espagne              | 0   | 0      | 1      | 1     |
| Total | Total                | 145 | 145    | 143    | 433   |

### Skeleton
| Rang  | Nation                        | Or | Argent | Bronze | Total |
| ----- | ----------------------------- | -- | ------ | ------ | ----- |
| 1     | Allemagne                     | 18 | 11     | 10     | 39    |
| 2     | Suisse                        | 7  | 7      | 4      | 18    |
| 3     | Canada                        | 6  | 6      | 7      | 19    |
| 4     | Lettonie                      | 6  | 1      | 1      | 8     |
| 5     | Autriche                      | 5  | 8      | 7      | 20    |
| 6     | Royaume-Uni                   | 4  | 4      | 3      | 11    |
| 7     | États-Unis                    | 3  | 6      | 9      | 18    |
| 8     | Russie                        | 1  | 5      | 4      | 10    |
| 9     | Nouvelle-Zélande              | 1  | 0      | 1      | 2     |
| 10    | Corée du Sud                  | 0  | 1      | 2      | 3     |
|       | Fédération russe de bobsleigh | 0  | 1      | 2      | 3     |
| 12    | Italie                        | 0  | 1      | 1      | 2     |
| 13    | Pays-Bas                      | 0  | 0      | 1      | 1     |
| Total | Total                         | 51 | 52     | 51     | 154   |

### Mixte (bobsleigh + skeleton)
| Rang  | Nation                        | Or | Argent | Bronze | Total |
| ----- | ----------------------------- | -- | ------ | ------ | ----- |
| 1     | Allemagne                     | 9  | 6      | 0      | 15    |
| 2     | États-Unis                    | 2  | 1      | 3      | 6     |
| 3     | Canada                        | 0  | 2      | 3      | 5     |
| 4     | Russie                        | 0  | 1      | 1      | 2     |
| 5     | Suisse                        | 0  | 0      | 1      | 1     |
| 5     | Autriche                      | 0  | 0      | 1      | 1     |
| 5     | Fédération russe de bobsleigh | 0  | 0      | 1      | 1     |
| 5     | International                 | 0  | 0      | 1      | 1     |
| Total | Total                         | 11 | 11     | 11     | 33    |

### Total
| Rang  | Nation                        | Or  | Argent | Bronze | Total |
| ----- | ----------------------------- | --- | ------ | ------ | ----- |
| 1     | Allemagne                     | 78  | 55     | 43     | 176   |
| 2     | Suisse                        | 39  | 35     | 35     | 109   |
| 3     | Italie                        | 18  | 19     | 7      | 44    |
| 4     | États-Unis                    | 17  | 21     | 35     | 73    |
| 5     | Canada                        | 11  | 17     | 18     | 46    |
| 6     | Allemagne de l'Ouest          | 10  | 13     | 12     | 35    |
| 7     | Royaume-Uni                   | 9   | 8      | 6      | 23    |
| 8     | Allemagne de l'Est            | 8   | 9      | 8      | 25    |
| 9     | Lettonie                      | 7   | 4      | 4      | 15    |
| 10    | Autriche                      | 6   | 14     | 16     | 36    |
| 11    | Russie                        | 2   | 9      | 7      | 18    |
| 12    | Roumanie                      | 2   | 2      | 2      | 6     |
| 13    | Belgique                      | 1   | 1      | 1      | 3     |
| 14    | France                        | 1   | 0      | 4      | 5     |
| 15    | Nouvelle-Zélande              | 1   | 0      | 1      | 2     |
| 16    | Tchécoslovaquie               | 0   | 2      | 0      | 2     |
| 17    | Fédération russe de bobsleigh | 0   | 1      | 2      | 3     |
|       | Corée du Sud                  | 0   | 1      | 2      | 3     |
| 19    | Pays-Bas                      | 0   | 1      | 0      | 1     |
| 20    | Union soviétique              | 0   | 0      | 2      | 2     |
|       | Suède                         | 0   | 0      | 2      | 2     |
| 22    | Espagne                       | 0   | 0      | 1      | 1     |
|       | International                 | 0   | 0      | 1      | 1     |
| Total | Total                         | 210 | 212    | 207    | 629   |